# Calligonum mongolicum
Calligonum mongolicum là một loài thực vật có hoa trong họ Rau răm. Loài này được Turcz. mô tả khoa học đầu tiên năm 1832.